# Korey Smith
Korey Alexander Sheridan Smith, né le 31 janvier 1991 à Hatfield, est un footballeur anglais. Il joue au poste de milieu de terrain au Cambridge United.

## Carrière
Le 17 juillet 2024, il rejoint Cambridge United.

## Palmarès
- Norwich City
  - Vainqueur de la League One (troisième division) en 2010

- Bristol City
  - Vainqueur du Football League Trophy en 2015
  - Vainqueur de la League One (troisième division) en 2015

- Derby County
  - Vice-champion d'Angleterre de troisième division en 2024.

### Distinction personnelle
- 2015 : Membre de l'équipe type de Football League One en 2015.